# Johannes Weiss (Nordischer Kombinierer)
Johannes Weiss (* 25. Januar 1989 in Salzburg) ist ein österreichischer Nordischer Kombinierer. 
Weiss begann seine internationale Karriere 2005 bei FIS-Rennen. Ab Januar 2007 startete er im B-Weltcup der Nordischen Kombination. Bei der Junioren-Weltmeisterschaft 2007 in Tarvisio gewann er mit der Mannschaft im Teamwettbewerb die Goldmedaille. Ein Jahr später bei der Junioren-Weltmeisterschaft 2008 in Zakopane gewann er mit dem Team Silber. 2009 in Štrbské Pleso verpasste das Team mit dem vierten Platz die Medaillenränge nur knapp. Am 14. Februar 2009 gab er für zwei Rennen sein Debüt im Weltcup der Nordischen Kombination. Im zweiten Weltcup in Klingenthal erreichte er damit mit Platz 28 erstmals die Punkteränge. Mit den gewonnenen drei Weltcup-Punkten beendete er die Saison 2008/09 punktgleich mit Marjan Jelenko auf dem 74. Platz der Weltcup-Gesamtwertung. Seitdem startet er weiter fest im Continentalcup und konnte dort bereits mehrere Platzierungen unter den besten zehn erreichen.